# Марк О'Магоні
Марк Джерема́я О'Маго́ні (англ. Mark Jeremiah O'Mahony; нар. 14 січня 2005, Каррігалін) — ірландський футболіст, нападник англійського клубу «Брайтон енд Гоув Альбіон», який на правах оренди виступає за «Редінг».

## Клубна кар'єра

### «Корк Сіті»
Почав займатись футболом в юнацькій команді «Каррігалін Юнайтед», а 2019 року приєднався до клубу «Корк Сіті». 25 січня 2022 року підписав з клубом свій перший професіональний контракт. 2022 року дебютував в основному складі «Корк Сіті», за який провів 11 матчів і допоміг виграти Перший дивізіон.

### «Брайтон енд Гоув Альбіон»
26 січня 2023 року перейшов в англійський клуб «Брайтон енд Гоув Альбіон», підписавши трирічний контракт. Після переходу почав виступати за молодіжну команду «Брайтона» до 21 року у Прем'єр-лізі 2. 10 квітня 2024 року підписав новий контракт з клубом до червня 2027 року. 13 квітня дебютував за «Брайтон енд Гоув Альбіон», вийшовши на заміну Жуану Педро в матчі Прем'єр-ліги проти «Бернлі». 27 серпня 2024 року в матчі другого раунду Кубка ліги проти «Кроулі Таун» забив свій перший гол у професіональній кар'єрі.

#### Оренда в «Портсмут»
28 серпня 2024 року на правах оренди перейшов в клуб Чемпіоншипу «Портсмут» до кінця сезону. 31 серпня дебютував за «Портсмут», вийшовши на заміну Метту Річі в матчі Чемпіоншипу проти «Сандерленда». 2 жовтня в поєдинку Чемпіоншипу проти «Сток Сіті» забив свій перший гол за «Портсмут».

#### Оренда в «Редінг»
7 липня 2025 року відправився в сезонну оренду в клуб Першої ліги «Редінг»

## Кар'єра в збірній
Виступав за збірні Ірландії до 15, до 17, до 19 і до 21 року. В грудні 2022 року визнаний гравцем року в збірній Ірландії до 17 років за версією ФАІ, за яку відзначився 14 голами в 16 поєдинках.

## Статистика виступів
Станом на 9 квітня 2025 
| Клуб                             | Сезон             | Чемпіонат         | Чемпіонат | Чемпіонат | Кубок | Кубок | Кубок ліги | Кубок ліги | Інші  | Інші | Всього | Всього |
| Клуб                             | Сезон             | Дивізіон          | Матчі     | Голи      | Матчі | Голи  | Матчі      | Голи       | Матчі | Голи | Матчі  | Голи   |
| -------------------------------- | ----------------- | ----------------- | --------- | --------- | ----- | ----- | ---------- | ---------- | ----- | ---- | ------ | ------ |
| Корк Сіті                        | 2022              | Перший дивізіон   | 11        | 0         | 0     | 0     | –          | –          | –     | –    | 11     | 0      |
| Брайтон енд Гоув Альбіон (до 21) | 2023–24           | —                 | —         | —         | —     | —     | —          | —          | 4     | 0    | 4      | 0      |
| Брайтон енд Гоув Альбіон         | 2023–24           | Прем'єр-ліга      | 3         | 0         | 0     | 0     | 0          | 0          | 0     | 0    | 3      | 0      |
| Брайтон енд Гоув Альбіон         | 2024–25           | Прем'єр-ліга      | 0         | 0         | 0     | 0     | 1          | 1          | 0     | 0    | 1      | 1      |
| Брайтон енд Гоув Альбіон         | Всього            | Всього            | 3         | 0         | 0     | 0     | 1          | 1          | 0     | 0    | 4      | 1      |
| → Портсмут                       | 2024–25           | Чемпіоншип        | 13        | 3         | 0     | 0     | 0          | 0          | 0     | 0    | 13     | 3      |
| → Редінг                         | 2025–26           | Перша ліга        | 0         | 0         | 0     | 0     | 0          | 0          | 0     | 0    | 0      | 0      |
| Всього за кар'єру                | Всього за кар'єру | Всього за кар'єру | 27        | 3         | 0     | 0     | 1          | 1          | 4     | 0    | 32     | 4      |

1. ↑  Матчі в Трофеї Футбольної ліги

## Досягнення
«Корк Сіті»
- Переможець Першого дивізіону Ірландії: 2021

Особисті
- Гравець року в збірній Ірландії (до 17 років) за версією ФАІ: 2021